# Neuroakantocitoza
Neuroakantocitoza je grupa genetskih poremećaja koja obuhvata četiri ozbiljne disfunkcije kretanja: horea-akantoctozu ili ChAc, Meklaudov sindrom ili MLS, Hantingtonovu bolest i neurodegeneraciju, za koje je zajednička karakteristika u krvnom razmazu pojava pogrešno oblikovanih crvenih krvnih ćelija (eritrocita) koje se nazivaju akantociti.
Sindromi jezgrene neuroakanthocitoze, kod kojih su akantociti tipična karakteristika, su horea akantocitoza i Meklaudov sindrom. Akantociti se ređe vide u drugim stanjima, uključujući sindrom 2 sličnoe Huntingtonove bolesti (HDL2) i neurodegeneraciju povezanu sa pantotenat kinazom (PKAN).
Sindromi neuroakanthocitoze uzrokovani su nizom genetskih mutacija i proizvode različite kliničke karakteristike, ali prevashodno proizvode neurodegeneraciju mozga, tačnije bazalne ganglije.

## Istorija
Neuroakantocitoza je prvi put identifikovan 1950. godine kao Bassen-Kornzveig-ova bolest, ili Bassen-Kornzveig-ov sindrom, retki, autosomno recesivni poremećaj koji potiče od detinjstva i u kome telo ne proizvodi hilomikrone, lipoprotein niske gustine (LDL) i lipoprotein niske gustine (VLDL)). Simptomi uključuju ataksiju, perifernu neuropatiju, pigmentozu retinitis i druge oblike nervnih disfunkcija. 
Sindrom je prvi uočio severnoamerički lekar Frank Bassen, koji je kasnije u saradnji sa oftalmologom Abrahamom Kornzveigom utvrdio i opisao uzroke i simptome bolesti. Po rođenju obolela deca izgledaju normalno, ali obično tokom svoje prve godine ispoljavaju simptome.
Američki internist Irvine M. Levine 1960. godine otkrio je drugi oblik neuroakantocitoye, Levine-Critchlei sindrom. Podatke o ovom otkriću objavio je u časopisuu Neurologija 1964, a 1968 1968. Nakon toga, slične simptome je identifikovao i opisao britanski neurolog MacDonald Critchlei 1968. godine. U oba slučaja lekari su opisali nasledni sindrom sa akantocitozom i neurološkim karakteristikama, ali sa normalnim serumskim lipoproteinom. Specifični simptomi su bili, grimase, poremećaji pokreta, otežano gutanje, loša koordinacija, hiporefleksija, horea i napade spazama u kojima su pacijenti često osakaćimali svoj jezike, usne i obraze. Bolesti su se javljale kod oba pola i obično su dijagnostikovane u dojenačkom periodu.

## Klinička slika
„Osnovni“ neuroakantocitozni sindromi su horea-akantocitoza i MekLaudov sindrom. Akantociti su skoro uvek prisutni u ovim stanjima i dele zajedničke kliničke karakteristike. Neke od ovih karakteristika se takođe vide i kod drugih neuroloških sindroma povezanih sa neuroakantocitozom. 
Zajednička karakteristika osnovnih sindroma je horea: nevoljni pokreti slični plesu. Kod neuroakantocitoze, ovo je posebno izraženo na licu i ustima, što može izazvati poteškoće sa govorom i jelom. Ovi pokreti su obično nagli i nepravilni i prisutni su i tokom odmora i tokom sna. 
Pojedinci sa neuroakantocitozom takođe često imaju parkinsonizam, nekontrolisanu sporost pokreta, i distoniju, abnormalne položaje tela. Mnogi oboleli takođe imaju kognitivno (intelektualno) oštećenje i psihijatrijske simptome kao što su anksioznost, paranoja, depresija, opsesivno ponašanje i izražena emocionalna nestabilnost.  Napadi takođe mogu biti simptom neuroakantocitoze. 
Početak se razlikuje kod pojedinačnih neuroakantocitoznih sindroma, ali je obično između 20 i 40 godina.  
Pogođene osobe obično žive 10–20 godina nakon početka bolesti.

## Viidi još
- Akantocitoza
- Akantocit

## Literatura
- I. M. Levine: A Hereditary Neurological Disease with Acanthocytosis. Neurology, Cleveland, Ohio, 1964, 16: 272.
- I. M. Levine, J. W. Estes, J. M. Looney: Hereditary Neurological Disease with Acanthocytosis. A new Syndrome. Levine, I. M.; Estes, J. W.; Looney, J. M. (1968). „Hereditary neurological disease with acanthocytosis. A new syndrome”. Archives of Neurology. Chicago. 19 (4): 403—409. PMID 5677189. doi:10.1001/archneur.1968.00480040069007..
- E. M. R. Critchley, D. B. Clark, A. Wikler: An adult Form of Acanthocytosis. Transactions of the American Neurologica Association. New York. 92: 132—137. 1967. Недостаје или је празан параметар |title= (помоћ).<
- E. M. R. Critchley, et al: Acanthocytosis, normolipoproteinemia and multiple tics. Critchley, E. M.; Nicholson, J. T.; Betts, J. J.; Weatherall, D. J. (1970). „Acanthocytosis, normolipoproteinaemia and multiple tics”. Postgraduate Medical Journal. Leicester. 46 (542): 698—701. PMC 2467126 . PMID 5492702. doi:10.1136/pgmj.46.542.698..

## Spoljašnje veze
- „Neurologic Disorders Index”. Архивирано из оригинала 13. 03. 2010. г., National Institutes of Health. (језик: енглески)
- Chromosome+disorders на  (језик: енглески)

|  | Molimo Vas, obratite pažnju na važno upozorenje u vezi sa temama iz oblasti medicine (zdravlja). |